# Шанаголден
Шанаголден (англ. Shanagolden; ирл. Seanghualainn, Шянуаланнь, «старое плечо») — деревня в Ирландии, находится в графстве Лимерик (провинция Манстер) у трассы R521.
Достопримечательность деревни — развалины замка, предположительно построенного к 1230 году на земле, принадлежавшей клану Фицджеральдов.

## Демография
Население — 292 человека (по переписи 2006 года). В 2002 году население составляло 373 человек.
Данные переписи 2006 года:
| Общие демографические показатели |               |                               |                               |      |      |
| Всё население                    | Всё население | Изменения населения 2002—2006 | Изменения населения 2002—2006 | 2006 | 2006 |
| 2002                             | 2006          | чел.                          | %                             | муж. | жен. |
| 373                              | 292           | −81                           | −21,7                         | 159  | 133  |